# Dipartimento di Boghé
Il dipartimento di Boghé è un dipartimento (moughataa) della regione di Brakna in Mauritania con capoluogo Boghé.
Il dipartimento comprende 4 comuni:
- Boghé
- Dar El Aviya
- Dar El Barka
- Ould Biram